# Krajowa Akcja w Obronie Narodu
Krajowa Akcja w Obronie Narodu (KAWON) – polska organizacja podziemna okresu II wojny światowej założona 17 września 1939 r. w Zaleszczykach jako tajna komórka TOW. Głównym wyznaczonym celem działalności było przerzucanie do Rumunii żołnierzy i cywilów spod spodziewanej okupacji sowieckiej.
KAWON założony został w trakcie zebrania na probostwie w Zaleszczykach któremu przewodniczył kpt. Langman z komórki wywiadowczej KOP delegowany przez mjr. Mazurkiewicza ps. „Zagłoba”, organizatora TOW. Kierować KAWON-em miał podporucznik o pseudonimie „Szary”. W skład organizacji weszło początkowo oprócz „Szarego” dwu podchorążych obsługujących tajną radiostację, ośmiu uczniów liceum po kursie Przysposobienia Wojskowego III stopnia, trzech zawodowych przewodników, dwie łączniczki oraz Jan Grabowiecki, obywatel Rumunii. Siedzibą organizacji było mieszkanie miejscowego księdza Andrzeja Urbańskiego, który kierował nią po zlikwidowaniu w nocy 10/11 radiostacji i aresztowaniu jej obsługi wraz z „Szarym”.
Pierwsza akcja przerzutowa czterech osób na kajakach Dniestrem miała miejsce w nocy z 18/19 września. Od 19 września rozpoczęto regularne akcje przerzutowe od pięciu do ośmiu osób. W listopadzie 1939 r. zorganizowano też szlak przerzutowy we wsi Torskie w której znajdował się przystanek kolejowy. Szlak z Torskiego prowadził Dniestrem do Horodnicy dalej piechotą do wsi Babin w Rumunii.
Wśród osób przerzuconych przez KAWON do Rumunii byli m.in. Melchior Wańkowicz i Mieczysław Bekker.
Akcja przerzutowa zakończyła się w czerwcu 1940 r. po zajęciu przez sowietów Bukowiny i przesunięciu granicy o kilkadziesiąt kilometrów na południe.
Oprócz akcji przerzutowej KAWON organizował też komunikację kurierską.
W początkach swej działalności KAWON wydał cztery numery tajnej gazetki „Kresowiak”.